# Ohrn
Die Ohrn ist ein Gewässer zweiter Ordnung von etwa 32 Kilometern Länge im Nordosten Baden-Württembergs. Sie entspringt im Landkreis Schwäbisch Hall östlich von Bubenorbis, einem Teilort der Gemeinde Mainhardt, in etwa 470 m Höhe und mündet im Hohenlohekreis bei Ohrnberg, einem Stadtteil von Öhringen, auf etwa 176 m Höhe in den unteren Kocher. Ihre Stufenrandbucht in den Keuperbergen zwischen Waldenburger Bergen und Mainhardter Wald um das Dorf Untersteinbach wird Steinbacher Tal genannt.

## Name
Der Fluss wurde im Jahr 795 als „Oorana fluvius“ erstmals urkundlich erwähnt. Der Flussname leitet sich vermutlich mit -ana- oder -ina-Suffix vom germanischen *aura- mit der Bedeutung „sandiger Boden, Kies im Sand“ ab. Möglich ist auch eine Eindeutung des römischen Ortsnamens Aurelia/Vicus Aurelianus.

## Geographie

### Verlauf

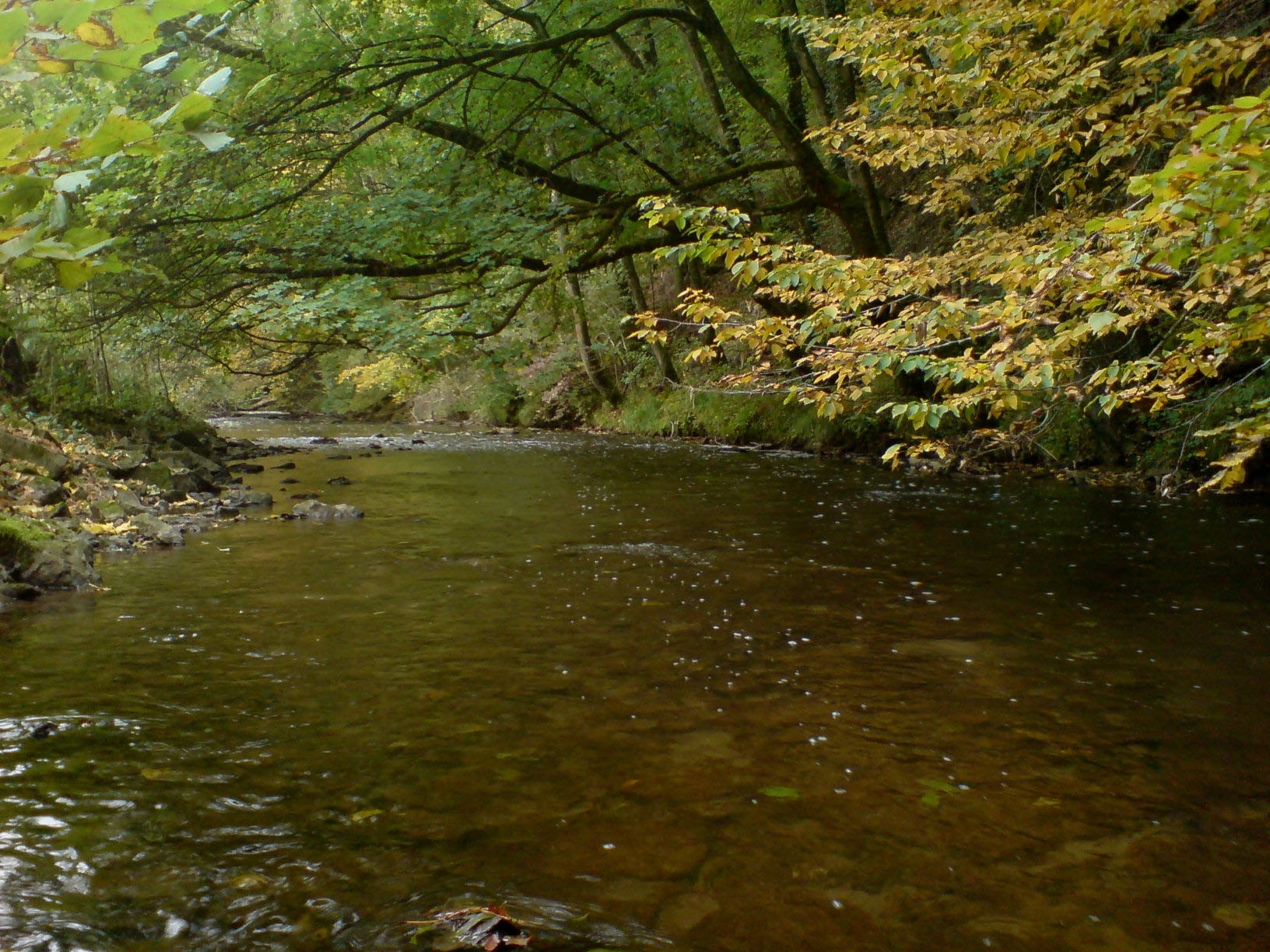
Die Ohrn an ihrem Unterlauf zwischen Unterohrn und Ohrnberg

Von ihrer Quelle ab fließt die Ohrn nach Nordwesten, kurz vor Schuppach erreicht sie mit der Pfedelbacher Gemarkung den Hohenlohekreis und zieht von dort bis Cappel durch ihren Steinbacher Tal genannten Talabschnitt. Hier fließt sie in Mäandern, inmitten breiter Wiesen, über denen die Hänge größtenteils von Weingärten und Obstkulturen bedeckt sind. Zwischen Stegmühle und Cappel überschreitet die Ohrn die Gemeindegrenze zu Öhringen. In Cappel wendet sie sich an einem Prallhang nach Westen. Durch die Stadt Öhringen fließt sie teilweise in einem künstlich geschaffenen Flussbett. Bis Unterohrn bleibt die Ohrn noch in den relativ weichen Schichten des Lettenkeupers. Von dort an bis zur Einmündung in den Kocher läuft sie im harten Oberen Muschelkalk in einem immer tiefer eingeschnittenen Mäandertal.

### Zuflüsse
Von der Quelle bis zur Mündung aufgeführt. Längen, Flächen und Einzugsgebiete bevorzugt nach den Datensätzen von Daten- und Kartendienst der Landesanstalt für Umwelt Baden-Württemberg (LUBW) (Hinweise), andernfalls auf der Hintergrundkarte abgemessen. Namen bevorzugt nach der Hintergrundkarte; Notnamen in Klammern. Höhen bevorzugt nach numerischen Angaben auf der Hintergrundkarte, sonst nach dem Höhenlinienbild abgeschätzt.
Quelle der Ohrn etwa 1,1 km östlich von Mainhardt-Bubenorbis in einer Geländedelle unterhalb der B 14 auf etwa 454 m ü. NHN.
- (Bach aus der Tannenklinge), von rechts auf 440,8 m ü. NHN, ca. 0,4 km[5] und ca. 0,4 km²
- Schärfenklingenbach, von links, 0,9 km[6] und ca. 0,7 km²
- Kesselbächle, von rechts auf 415,2 m ü. NHN bei Blindheim, ca. 0,5 km[5] und ca. 0,9 km²
- (Zufluss aus der Sandklinge), von links, ca. 0,6 km[5] und ca. 0,3 km²
- Brunnenklingenbach, von links auf 381,9 m ü. NHN bei Maibach, 2,2 km[6] und 1,4 km².
- (Bach aus der Hornklinge), von rechts bei Blindheim, 1,2 km[6] und ca. 0,6 km²
- Unholdebach, von links, 0,7 km[6] und ca. 0,2 km²
- (Bach aus der Kirschenklinge), von rechts, 1,2 km[6] und 1,3 km².
- Altenbergbach, von links auf 355,6 m ü. NHN am Beginn der offenen Talflur, 0,8 km[6] und ca. 0,2 km².
- Katzenbach, von rechts durch die Bergwaldsklinge, 1,6 km[6] und 1,0 km².
- (Bach aus der Binsenklinge) von links auf unter 343,8 m ü. NHN unterhalb der Serpentine der Straße K 2360 Schuppach–Neunkirchen (Steige der Talstraße), 1,4 km[6] und 0,9 km².
- → (Abgang des Kanals zum Schuppacher Mühlgrund), nach links auf 323,4 m ü. NHN
- Schupbach, von rechts aus der Köhlersklinge in Schuppach in die Ohrn selbst auf etwa 319 m ü. NHN, 4,7 km[6] und 7,6 km².
- ← (Rückfluss des Schuppacher Mühlkanals), von links, ca. 0,3 km.[5]
- Beerenklingenbächle, von links auf unter 310,5 m ü. NHN, 1,7 km[6] und ca. 1,3 km². Kurz vor der Mündung liegen links des Zulaufs zwei Teiche von zusammen etwa 0,1 ha.
- Danach folgen einige sehr kurze Zuläufe von beiden Hängen.
- (Bach aus der Schleifsteinklinge), von links auf etwa 298 m ü. NHN gegenüber dem Pfedelbacher Kohlhof, 1,1 km[6] und ca. 0,5 km².
- (Bach durch die Hausenklinge), von links auf etwa 292 m ü. NHN am Abzweig der Zufahrt zum Kohlhof von der Talstraße, 0,9 km[6] und ca. 0,4 km².
- (Bach aus der Kropfklinge), von rechts an der Ohrnbrücke nach Ohnholz auf etwa 292 m ü. NHN, 1,5 km[6] und ca. 0,8 km².
- Lohklingenbach, von links auf etwas unter 287,8 m ü. NHN an der Ohrnbrücke des Gemeindewegs zwischen Ohnholz und Floßholz, 2,6 km[6] und 2,6 km². Entsteht auf etwas unter 464,1 m ü. NHN beim Weiler Neuwirtshaus im Gemeindeteil Geißelhardt von Mainhardt.
- (Zufluss aus der Schlagklinge), von rechts an der Ohrnbrücke unterhalb von Floßholz auf etwa 281,4 m ü. NHN, 1,1 km[6] und ca. 0,6 km².
- → (Abgang des Mühlbachs), nach rechts auf etwa 273,3 m ü. NHN zur Bühler Mühle
- Hesseltbächle, von links auf etwa 270 m ü. NHN durch Bühl in die Ohrn selbst, 2,5 km[6] und ca. 2,5 km².
- ← (Rückfluss des Mühlkanals), von rechts auf etwa 268 m ü. NHN, 0,7 km[6] und ca. 0,3 km².
- Dürrenklingenbach, von rechts durch Untersteinbach an der Dorfkirche auf etwa 266 m ü. NHN, 1,9 km[6] und ca. 1,3 km².
- → (Abgang des Mühlkanals der Fleinersmühle), nach links auf etwa 262 m ü. NHN.
- ← (Rücklauf des Mühlkanals der Fleinersmühle), von links auf etwa 260 m ü. NHN an der Ohrnbrücke zur Mühle, 0,2 km[6] und unter 0,1 km².
- Steinbach, von rechts in Untersteinbach auf etwa 259 m ü. NHN, 5,6 km[6][5] und 8,4 km².
- Kesselwiesengraben vom Hof Strohberg, von rechts bei Altrenzen an der Ohrnbrücke auf etwa 254 m ü. NHN, 1,2 km[5] und ca. 0,4 km². Zuletzt Auengraben.
- Volkersbach, von links bei Renzen auf 252,1 m ü. NHN,  3,1 km[6] und 2,6 km².
- (Hangzufluss vom Rand des Heerhags), von links auf etwa 249 m ü. NHN, ca. 0,5 km.[5]
- Steinbächle, von links durch Harsberg an der Talstraßenbrücke unterhalb von Heuholz auf etwa 247 m ü. NHN, 2,6 km.[6]
Von diesem Zufluss bis hin zu dem des Baierbachs laufen aus flacher Aue etliche unbeständig wasserführende Drainagegräben zu, die nicht eigens erwähnt werden.
- Elsgraben, von links vor Oberhöfen auf etwa 245 m ü. NHN, ca. 1,7 km.[5] Unbeständiger Zulauf vom hohen Hang.
- → (Abgang des Rohrmühlengrabens), nach rechts zur Rohrmühle.
- Schmidshofgraben, von links bei Beingasse auf etwa 243 m ü. NHN in die Ohrn selbst, ca. 1,5 km.[5] Unbeständiger Zulauf vom hohen Hang, Auenlauf unklar.
- ← (Rücklauf des Rohrmühlengrabens), 0,6 km.[6]
- Hoffeldgraben, von links zwischen Unterhöfen und Baierbach auf etwa 241 m ü. NHN, 0,8 km.[5]
- Baierbach, von links bei Baierbach auf 237,6 m ü. NHN, 2,3 km und 2,4 km².[6]
- Michelbach, von rechts kurz vor Oberohrn, 8,3 km und 13,5 km².[6]
- Söllbach, von rechts am Südostrand von Cappel auf ca. 230 m ü. NHN,[7] 5,7 km und 7,7 km².[6]
- Epbach, von rechts in Cappel auf ca. 229 m ü. NHN, 16,7 km und 30,9 km².[6] Hier Westknick des Laufs.
- Ströllerbach, von rechts und Nordnordosten auf ca. 225,9 m ü. NHN am Ostrand von Öhringen, 1,3 km[6] und ca. 0,9 km².
- Pfedelbach, am Unterlauf Schleifbach, von links in Öhringen zwischen dem Schleifbachweg und der Altstadt auf ca. 223 m ü. NHN,[8] 6,6 km und 12,8 km².[6] Hier Nordwestknick des Laufs.
- Maßholderbach, von rechts in Öhringen unmittelbar vor der Talbrücke der A 6 auf ca. 217 m ü. NHN, 5,8 km[6] mit längerem Oberlauf Langwiesenbächle und 8,6 km².
- Westernbach, von rechts in Öhringen unmittelbar nach der Talbrücke der A 6 auf ca. 217 m ü. NHN, 4,2 km[6] und 6,4 km².
- Lindbach (?[9]), von links bei Öhringen-Lindich auf ca. 204 m ü. NHN, 0,4 km[6] und ca. 0,4 km².
- Heßbach (oder Hessbach?[10]), von links in der Stadtteilgemarkung von Öhringen-Baumerlenbach auf ca. 195,3 m ü. NHN gegenüber der Helenenquelle, 0,4 km[6] und ca. 0,2 km².

Mündung der Ohrn in Öhringen-Ohrnberg auf etwa 174 m ü. NHN von links und Süden in den Kocher.

## Natur, Umwelt und Schutzgebiete

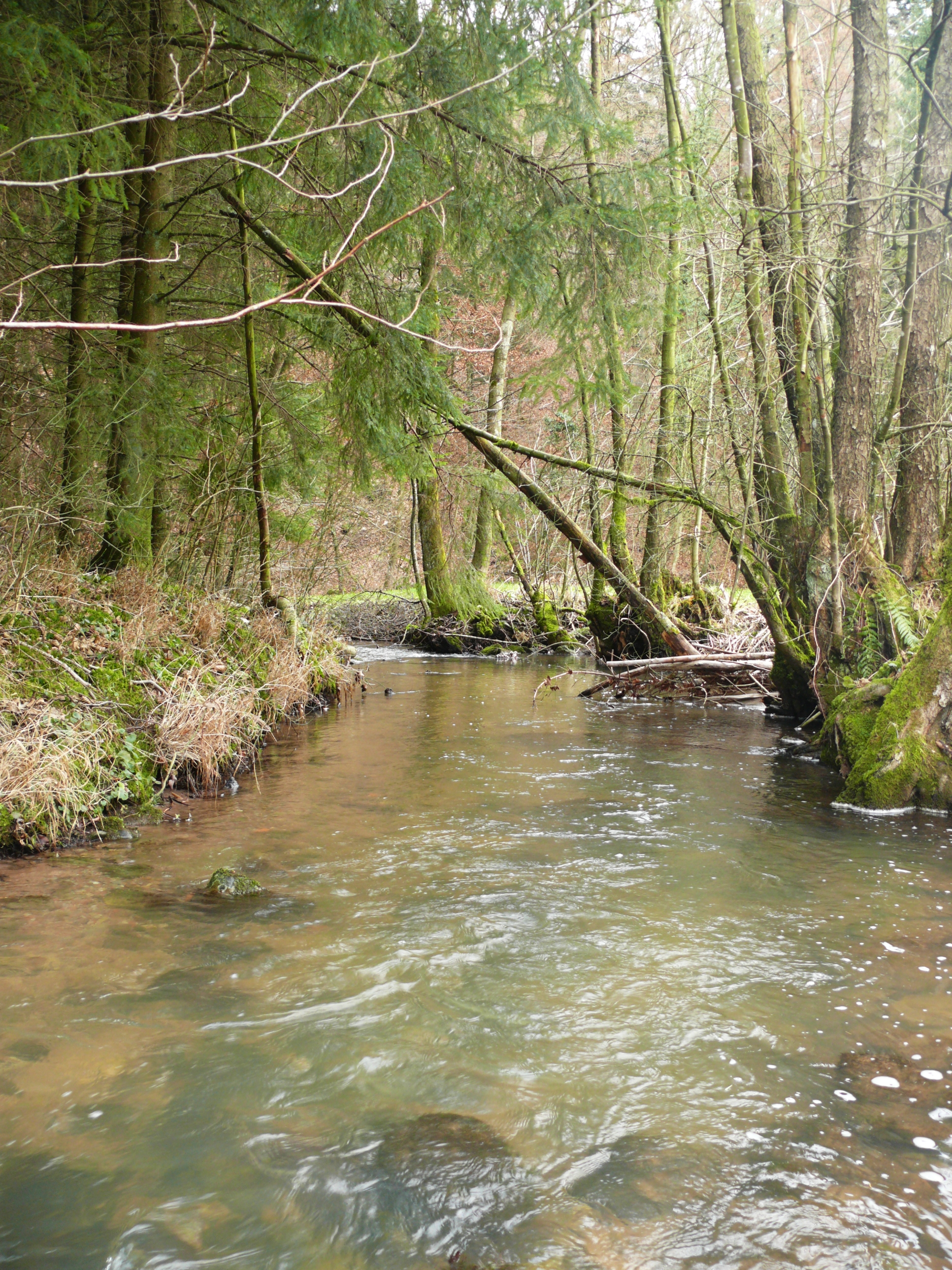
Das Ohrntal bei Schuppach

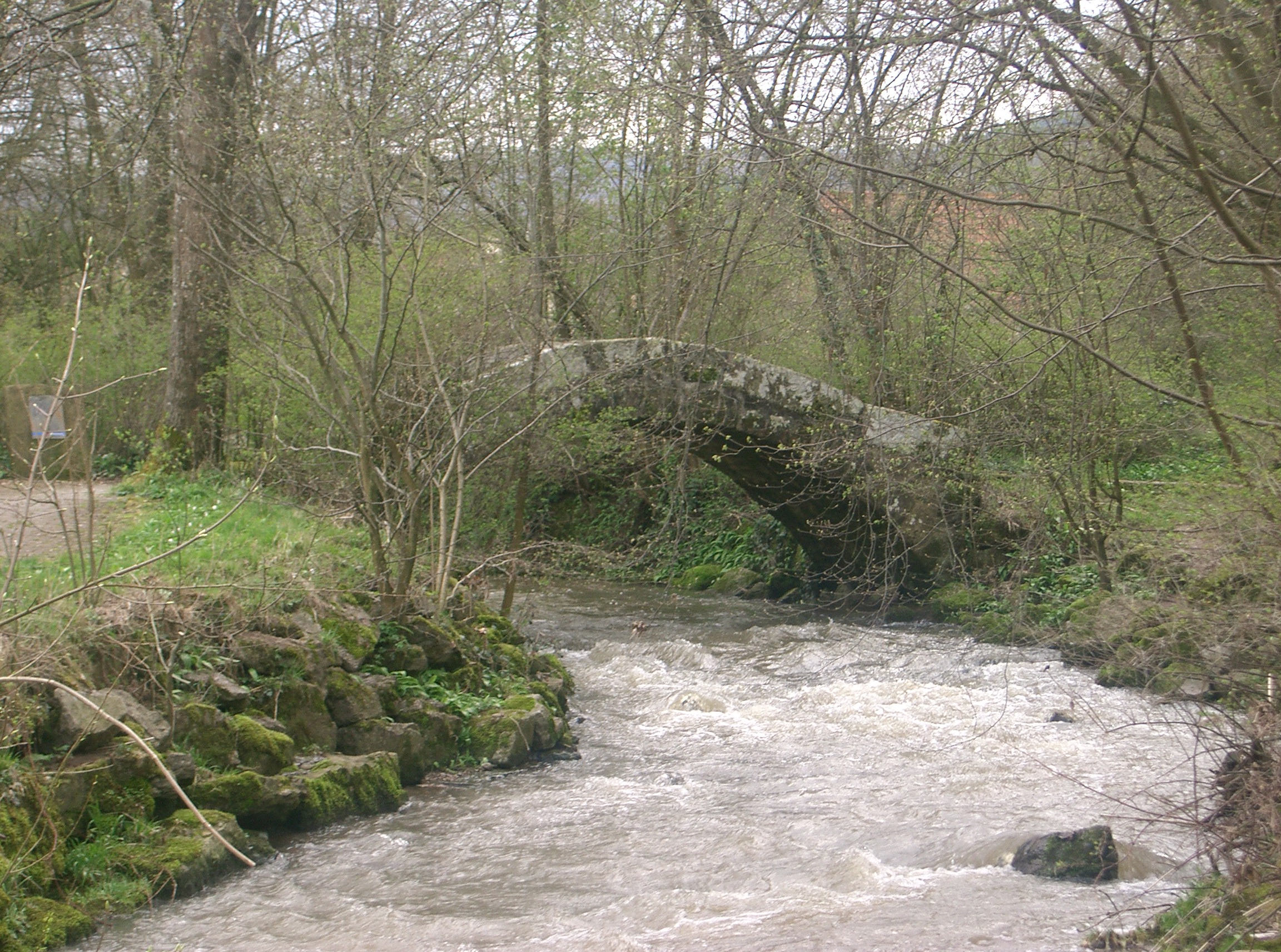
Die historische Pfarrbrücke in Untersteinbach

### Naturpark
Die Ohrnquelle und der obere Verlauf der Ohrn liegen im Naturpark Schwäbisch-Fränkischer Wald.

### FFH-Schutzgebiet
Zum 1. Januar 2005 wurde der Ohrnverlauf auf seiner gesamten Länge nach der europäischen Fauna-Flora-Habitat-Richtlinie als Schutzgebiet gemeldet. Bei der Ohrn betrifft dies zwei FFH-Gebiete. Zwischen der Mündung bei Ohrnberg bis Untersteinbach ist dies das Gebiet mit der Nummer 6822-341 Ohrntal und Kochertal bei Sindringen, zwischen Untersteinbach und der Ohrnquelle das FFH-Gebiet 6823-341 Waldenburger Berge.
Besondere Tierarten im Ohrntal sind:
- Großer Feuerfalter
- Hirschkäfer
- Bachneunauge
- Bitterling
- Groppe
- Gelbbauchunke
- Großes Mausohr

In der Ohrn leben damit neben Forellen auch die unter strengem Naturschutz stehenden Neunaugen, die nur in Gewässern mit ausgezeichneter Qualität vorkommen.

### Landschaftsschutzgebiete
Das fast bis zuletzt bewaldete Tal der oberen Ohrn von der Quelle bei Bubenorbis bis zur Einmündung des Katzenbachs, in dem die Gemeindegebiete von Mainhardt und Michelfeld aneinanderstoßen, ist seit 2. September 1963 durch Verordnung des Landratsamts Schwäbisch Hall unter dem Namen Quellgebiet der Ohrn (mit Tannenklinge, Sandklinge und Mündung des Katzenbachs) mit einer Größe von 79 Hektar als Landschaftsschutzgebiet ausgewiesen, es trägt die Schutzgebietsnummer 1.27.012.
Für den Abschnitt von der Katzenbachmündung bis zum Pfedelbacher Ortsteil Unterhöfen wurde – mit Ausnahme der Ortsgebiete selbst – am 16. April 1991 durch eine Verordnung des Landratsamtes Hohenlohekreis das Landschaftsschutzgebiet Steinbacher Tal mit Randgebieten (Oberes Ohrntal) eingerichtet. Das Schutzgebiet zieht sich über eine Landkreisgrenze hinweg. Sein größerer Teil liegt im Hohenlohekreis (Nr. 1.26.026) hat eine Fläche von 1.696 Hektar, eine kleinere Randzone im Landkreis Schwäbisch Hall auf der Gemarkung wiederum von Mainhardt bei Frohnfalls (Nr. 1.27.071) umfasst 103 Hektar am oberen Abfall der Keuperstufe.
Das untere Ohrntal flussabwärts von Unterohrn in den Öhringer Teilgemarkungen Schwöllbronn, Baumerlenbach, Ohrnberg und zwischendurch auch kurz der Westernbacher Teilgemarkung von Zweiflingen mit einer Fläche von zusammen 284 Hektar ist bereits seit dem 15. Januar 1963 unter dem Namen Ohrntal (Nr. 1.26.005) durch eine Verordnung des damaligen Landratsamtes Öhringen unter Schutz gestellt.

## Ohrntalradweg
Von der Stadt Öhringen wurde 2016 der 8,8 Kilometer lange Ohrntalradweg von Unterohrn im unteren Ohrntal bis nach Ohrnberg an der Mündung angelegt, größtenteils neu. Zu seiner Trassierung mussten zusätzlich zu den bereits bestehenden sieben Brücken über die Ohrn neu errichtet werden. Diese sind mit den Regenbogenfarben gekennzeichnet.

## Hochwasserschutz

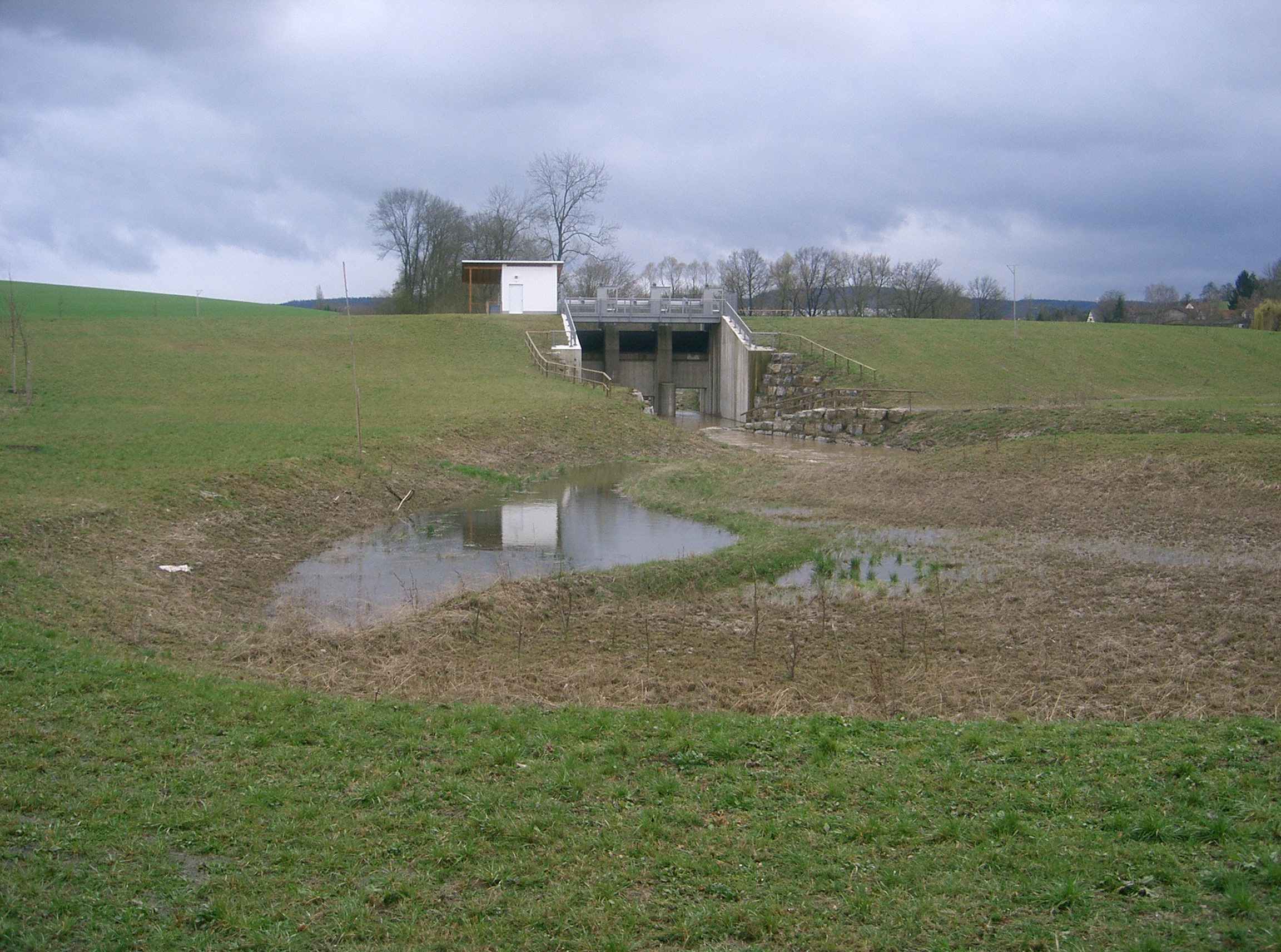
Der Hochwasserdamm am Rückhaltebecken Cappel
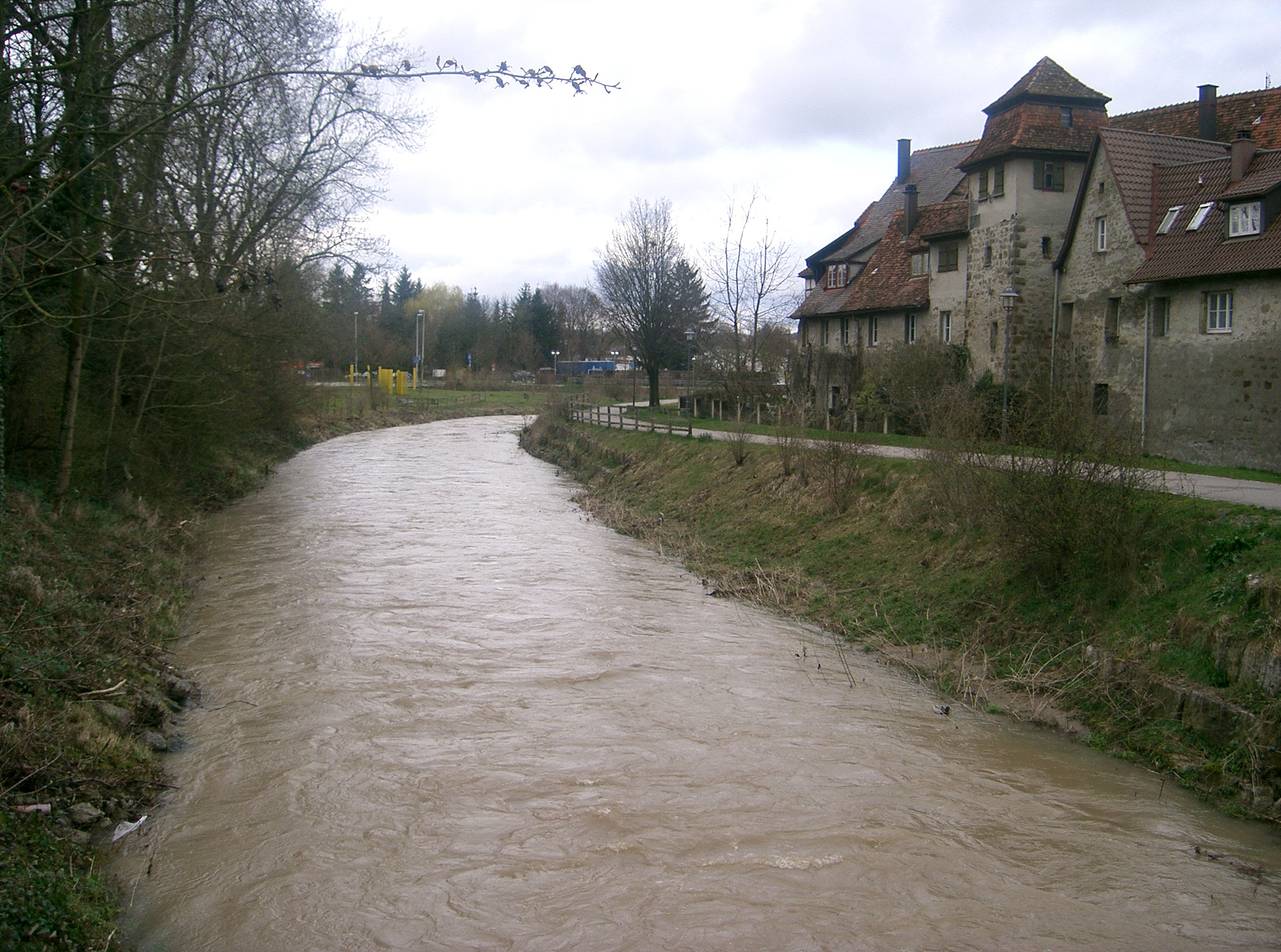
Die Ohrn bei Hochwasser entlang der Öhringer Altstadt
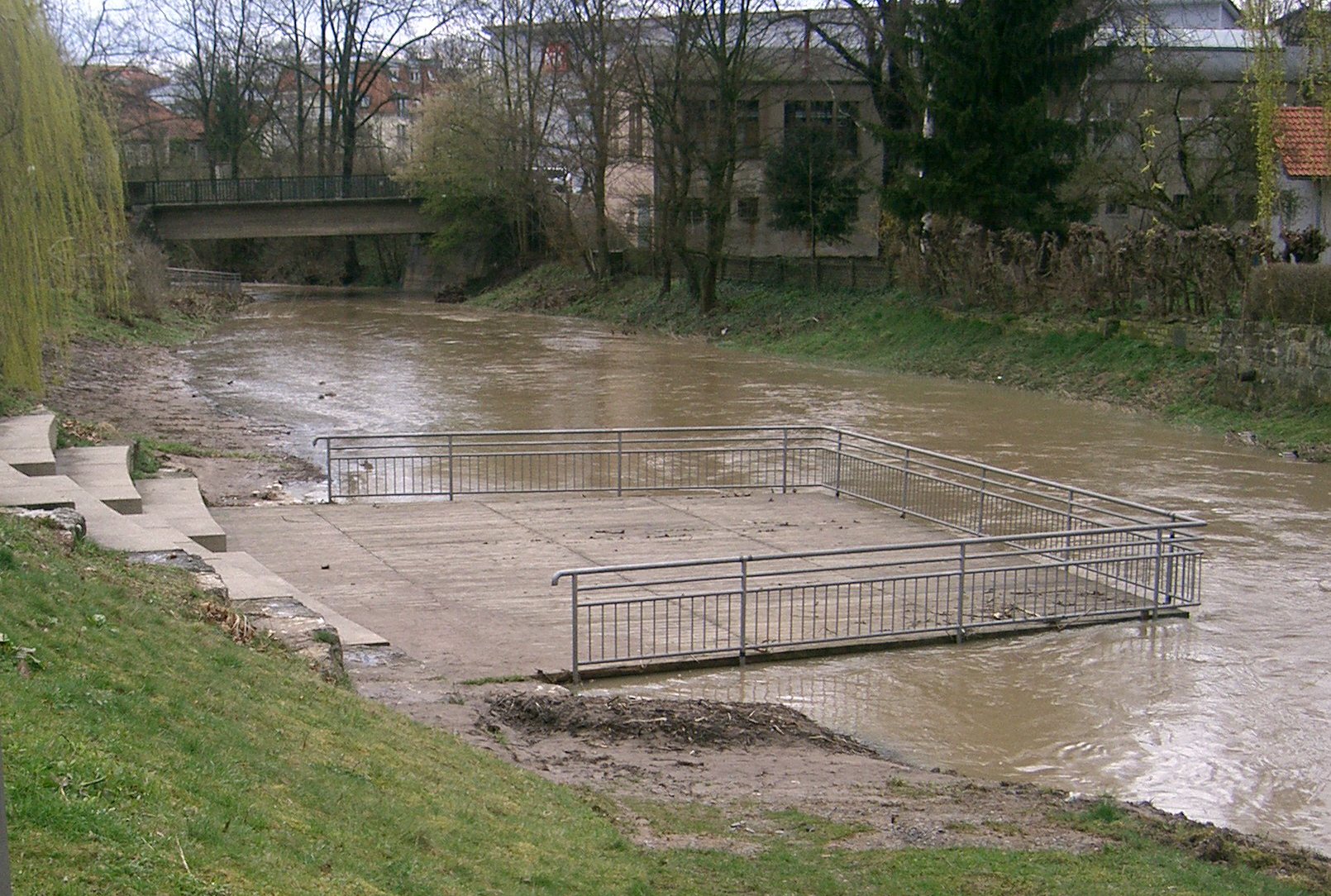
Die Ohrnterrasse in Öhringen bei Hochwasser

### Ohrnkorrektion in Öhringen 1955/56
Die häufige Überflutung der Altstadt von Öhringen bei Hochwasser sowie städtebauliche Maßnahmen und die Entwässerung der Innenstadt waren die Gründe für eine Korrektion der Ohrn. Bis 1955 verlief die Ohrn auf dem Gelände des heutigen Sportstadions bis zur Allmand. Dort wurde sie an einem Wehr in zwei Arme geteilt: ein Arm verlief direkt an der Stadtmauer entlang, der zweite Arm wie heute durch den Hofgarten.
Die neue Ohrn verläuft am Cappelrain entlang durch den Hofgarten zur Heilbronner Straße. Der Hauptsammler für die Abwässer wurde im alten Bett der Ohrn entlang der Stadtmauer verlegt. Eine steinerne Bogenbrücke im Zuge des Sträßchens von der Hirschgasse in der alten Stadt zur Altstadt Öhringens, unter der heute aber nur noch ein Fußgängerweg passiert, zeigt sinnfällig den alten Lauf.
Das Luft- und Freibad an der ehemaligen Ohrn wurde im Zuge dieser Baumaßnahmen aufgegeben.

### Ohrnkorrektion in Öhringen 1999/2000
Nach den schweren Hochwassern in Öhringen in den Jahren 1993 und 1996 wurden 1999 und 2000 erneut Korrekturen an der Ohrn und am Schleifbach in Öhringen vorgenommen. Die Brückendurchlässe und das Ohrnbett wurden erweitert. Zum Schutz der Altstadt wurde entlang der Ohrn ein dauerhafter Damm angelegt. Die Veranstaltungshalle Kultura wurde ebenfalls mit einer Dammanlage gesichert. Unterhalb der Kultura entstand die Ohrnterrasse, eine Plattform für Veranstaltungen.

### Hochwasserrückhaltebecken bei Cappel/Oberohrn
Zwischen Cappel und Oberohrn befindet sich ein 2006/2007 erbautes, auf 50-jährige Hochwasser ausgelegtes Hochwasserrückhaltebecken. Der 240 Meter lange und 6 Meter hohe Erddamm, der das Becken abschließt, besitzt ein Kombinationsbauwerk bestehend aus Grundablass und Hochwasserentlastung mit drei Segmentschützen und drei beweglichen Wehrklappen. Der Abfluss aus dem 320.000 m³ großen Speicherraum des Hochwasserrückhaltebeckens ist so ausgelegt, dass der Abfluss der Ohrn an der unterhalb liegenden Hornbergbrücke in Cappel 37 m³/s nicht übersteigt. Die Einstau-Fläche liegt dabei zum Teil auf Pfedelbacher Gemarkung und reicht bis an die Ortschaft Oberohrn. Das Einzugsgebiet beträgt etwa 70 km². Zum Ausgleich der Eingriffe in die Natur und das angrenzende NATURA-2000-Gebiet Ohrn und Vogelhalde durch den Bau des Hochwasserrückhaltebeckens wurde die ökologische Durchgängigkeit des Ohrnwehrs in Möhrig hergestellt. Hierdurch wird die Ohrn zwischen ihrer Mündung in den Kocher und der Oberohrn für Fische wieder durchgängig.

### Renaturierung zur Landesgartenschau
In Vorbereitung der Landesgartenschau im Jahr 2016 wurde die Ohrn zwischen Cappelaue und Hofgarten renaturiert. Im Hofgarten wurde der frühere Verlauf der Ohrn entlang der Stadtmauer durch einen künstlichen Bachlauf wieder sichtbar gemacht.

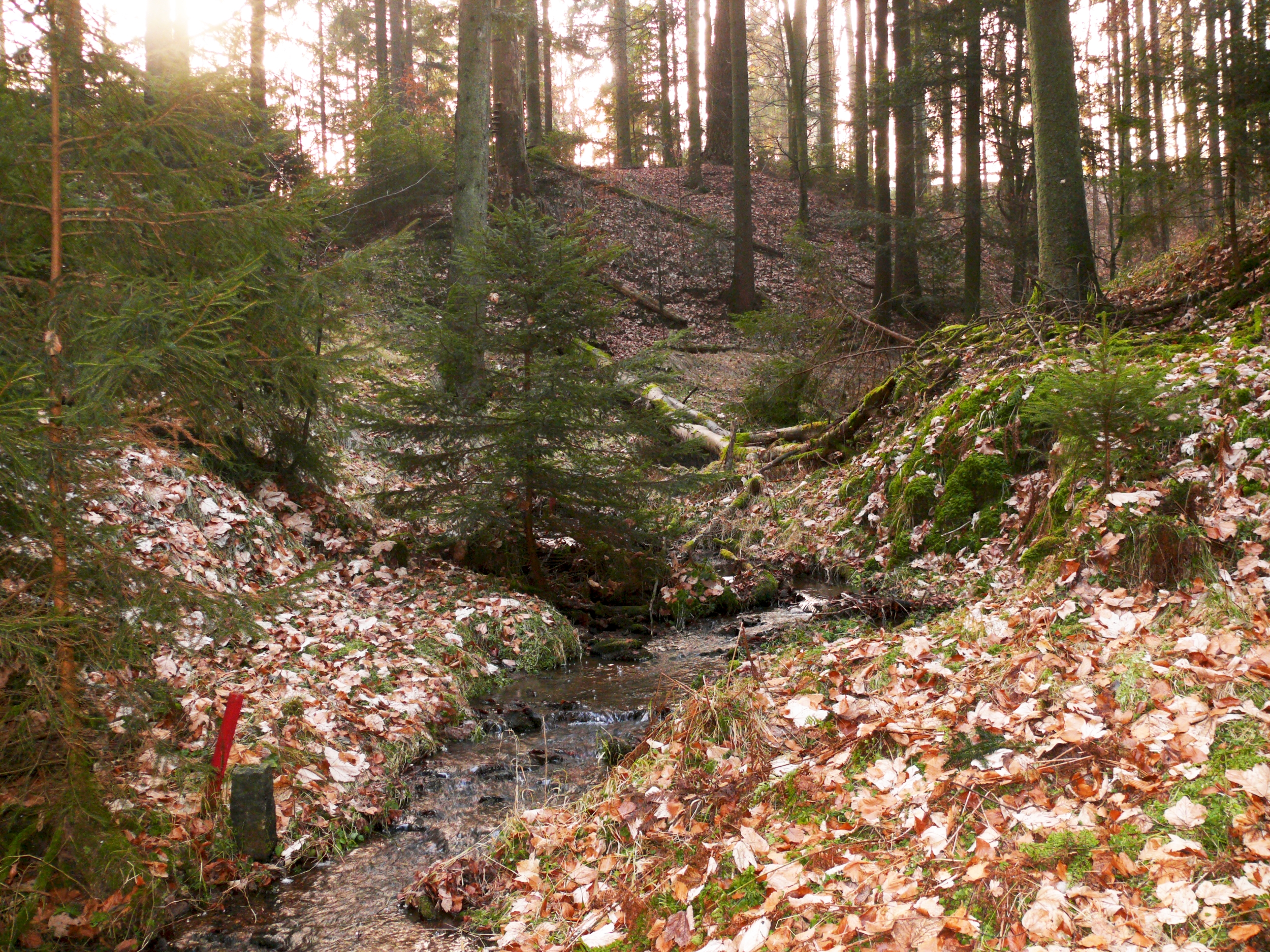
Der Ohrn-Quellbach bei Mainhardt-Bubenorbis
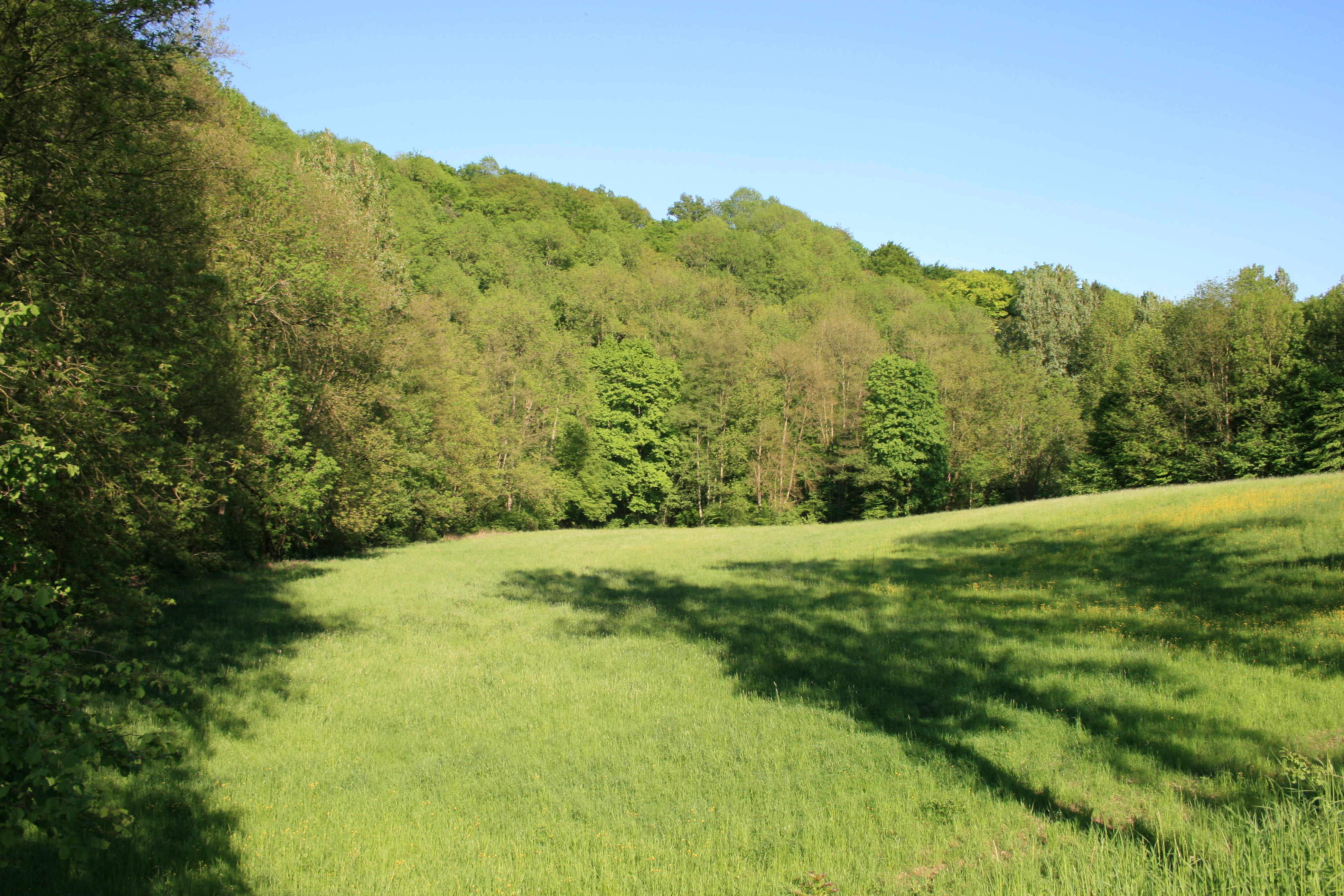
Das Ohrntal zwischen Unterohrn und Ohrnberg
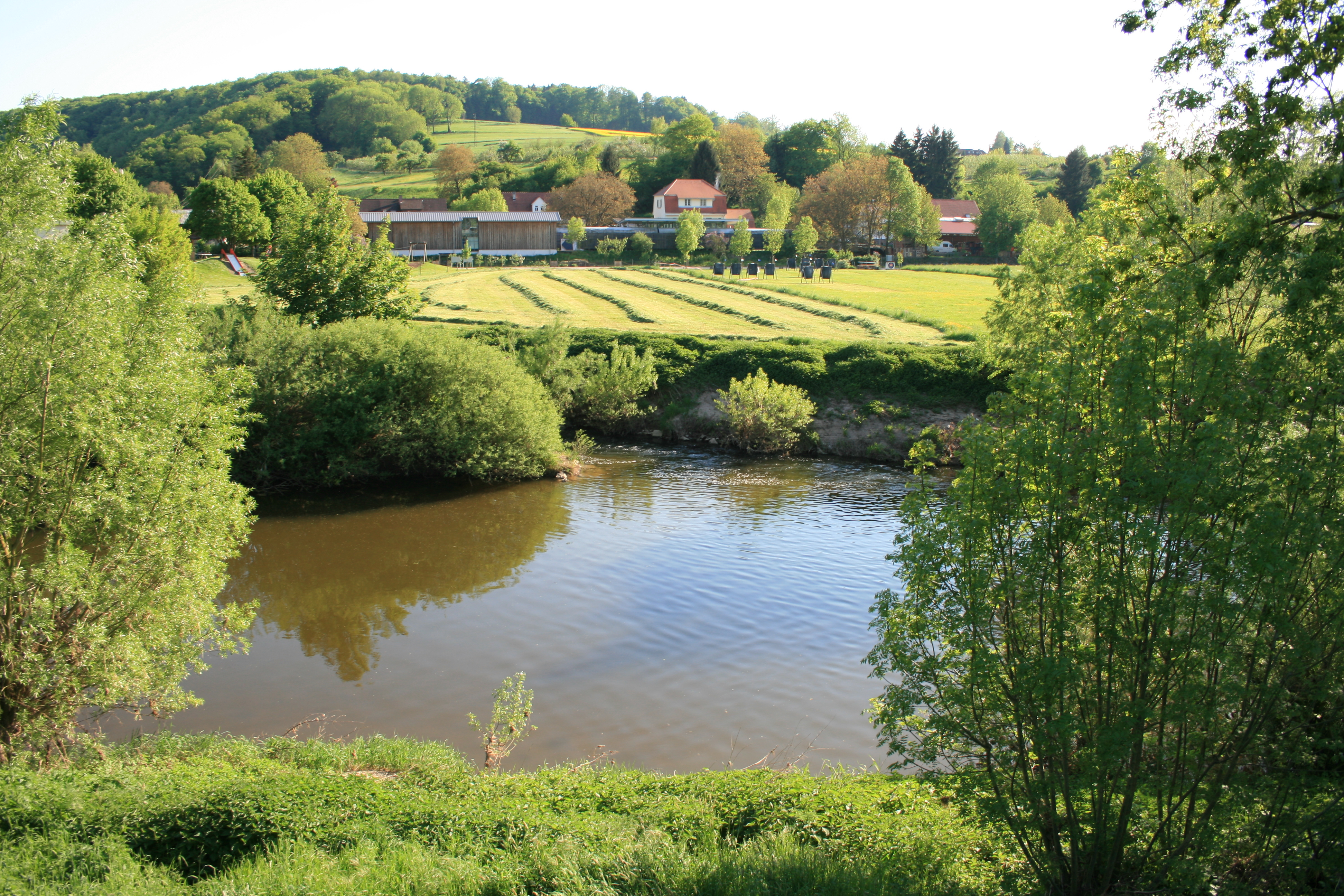
Die Ohrnmündung in Ohrnberg